# Каліфорнійська щитівка
Каліфорні́йська щиті́вка (Quadraspidiotus perniciosus) — комаха родини щитівок. Шкідник сільського господарства, пошкоджує близько 270 видів рослин з 85 родин. Основні пошкоджувані культури: яблуня, груша, абрикос, айва, вишня, глід, волоський горіх, мигдаль, персик, слива, черешня, акація, бузок, верба, кизил, липа, тополя, троянди, хміль. У вивчення біології комахи та обґрунтування біологічного захисту рослин від неї вагомий внесок зробив український ентомолог М.А. Теленга.

## Поширення
Вид походить із Далекого сходу Росії, північно-східного Китаю, півночі Корейського півострова. Його завезли разом з рослинами-господарями до Європи, Північної та Південної Америки, Африки, Азії, Австралії, Нової Зеландії, інших островів. Населяє території з помірним і субтропічним кліматом. У Європі вид заселив південну її половину й відсутній у Бельгії, Великій Британії, країнах Прибалтики, Скандинавських країнах; у Росії поширений на півдні, північніше знайдений у Московській області.
В Україні поширена у лісостеповій зоні. Шкодочинність даного організму зумовлена високою плодючістю (від 50 до 400 личинок), великою кількістю поколінь (до 4 і більше), широким спектром видів рослин, що зазнають пошкодження, високою екологічною пластичністю виду, здатністю переносити коливання температури та вологості (від мінус 40-50°C до плюс 45°C та до 30-90 %).

## Морфологія
Щиток самки — 1,5-2,0 мм, круглий, сірувато-коричневий або чорний, дві личинкові шкірки розташовані в центрі; тіло — лимонно-жовте, широкоовальне, звужене до пігідія, збоку передньогрудей є кругла склеротизована пляма. Щиток самця — сірувато-коричневий, видовжений до 1,0 мм.

## Біологія
Щитівка пошкоджує всі надземні органи дерева. На корі (на початку червня) та на плодах (в середині червня) через 24 години після присмоктування личинок з'являються червоні плями. Личинки заселяють скелетні гілки, стовбур і верхівки пагонів, викликають розтріскування та відмирання кори, передчасне опадання листків, зменшення приростків, викривлення та засихання пагонів в результаті чого, здрібнюється та деформуються плоди. Якщо не застосовувати винищувальних заходів, то товщина суцільного шару щитків шкідника іноді може становити до 3 мм, як наслідок, дерево може повністю загинути.
Зимує личинка першого віку під чорним щитком, кількість поколінь 1-4, шкідник народжує до 150—400 личинок.

## Способи перенесення та розповсюдження
Із посадковим та щепним матеріалом. «Бродяжки» переповзають із дерева на дерево через гілки, крона яких змикається; переносяться з одягом, взуттям людей; знаряддями праці. Фітосанітарні заходи спрямовані на недопущення завезення шкідника з вогнищ поширення. З цією метою забороняється перевезення посадкового та прищепного матеріалу плодових культур, плодів, а також рослин, що пошкоджуються щитівкою, з територій уражених щитівкою. При надходженні імпортного посадкового та прищепного матеріалу проводять карантинний огляд. Карантинне обстеження насаджень проводять тричі: навесні у період цвітіння дерев; влітку на початку у середині липня; восени у вересні.
Ступінь пошкодження плодових культур у різних географічних зонах неоднакова, але яблуня всюди є найбільш пошкоджуваною культурою.
Щитівка селиться значними колоніями на стовбур та гілках, листках та плодах. Вона виснажує дерева, призводить до розтріскування і відмирання кори, передчасного листопаду, зменшення приросту і засихання пагонів, плоди деформуються і стають дрібними. На плодах і молодих пагонах у місцях пошкодження з'являються характерні червоні плями.

## Боротьба
Фітосанітарний контроль та лабораторну експертизу проводять при надходженні імпортного посадкового та прищепного матеріалу. Забороняється ввезення зараженого посадкового матеріалу. При виявленні шкідника проводиться знезараження посадкового матеріалу з обов'язковою перевіркою ефективності знезараження. Проводиться ретельне щорічне обстеження всіх насаджень за допомогою феромонних пасток в садах і розсадниках. Також потрібно проводити очищення дерев від відмерлої кори, прорідження крони дерев, видалення сухих гілок, знищення прикореневої і чагарникової порослі навколо стовбурів, в міжряддях і на узбіччях доріг, знищення рослинних решток. Також застосовуються інсектициди у боротьбі з каліфорнійською щитівкою згідно з «Переліком пестицидів …»
Важливий внесок у боротьбу із каліфорнійською щитовкою зробив український ентомолог М.А. Теленга.